# A nemzeti himnusz
A nemzeti himnusz az első epizódja a Fekete tükör című brit sci-fi antológiasorozatnak, amit a sorozat megalkotója, Charlie Brooker írt és Otto Bathurst rendezett. 2011. december 4-én mutatta be Nagy-Britanniában a Channel 4, Magyarországon pedig az HBO-csoporthoz tartozó Cinemax. A sorozat később felkerült a Netflixre is, ekkor az epizód új szinkront kapott.
Az epizód cselekménye szerint a brit királyi család egyik tagját elrabolják, és csak akkor engedik szabadon, ha Michael Callow miniszterelnök élő adásban közösül egy disznóval. A cselekmény során láthatjuk, ahogy keresik a terroristát, illetve azt is, hogy a közvélemény miként reagál a dolgok alakulására. A komoly hangvételű epizód Brooker egy régebbi ötletének a megvalósulása, amelyben a közismert brit hírolvasó, Terry Wogan játszotta volna a főszerepet.
"A nemzeti himnusz" olyan témákat tárgyal, mint a hírek terjedése a közösségi médiában, a politikusok és az emberek közti kapcsolat, és a híreket sugárzó média felelőssége. Az epizód 2015-ben került összevetésre az akkor kirobbant "Piggate" nevű botránnyal, mely során egy nemhivatalos önéletrajzi kötetben azt állították, hogy David Cameron akkori miniszterelnök az egyetemi évei során egy beavatási szertartás keretein belül az intim testrészét egy levágott disznófej szájába helyezte.

## Cselekmény
Az éjszaka közepén azzal ébresztik Michael Callow brit miniszterelnököt, hogy Susannah hercegnőt, a brit királyi család közkedvelt tagját elrabolták. A túszejtő a szabadon bocsátás fejében azt követeli, hogy a miniszterelnök élő adásban közösüljön egy disznóval. Ezeket a követeléseit a YouTube-on is közzéteszi, és tízezrekhez jut el, a Twitteren pedig felkapott témává válik. A reggeli hírekben azonban nem mondhatják be, mert a kormányzat megtiltotta, hogy adásba kerüljön - ettől függetlenül rengeteg ember tudtára jut már addigra.
Callow nem tudja, de a belügyminiszter már utasította Callett különleges ügynököt, hogy készítsenek el egy hamis videót. Ebben egy pornósztár arcára maszkíroznák a miniszterelnök fejét, ami elég nehéz feladatnak tűnik, mert a túszejtő a videó készítésének pontos körülményeit is előre megadja. Valaki kitweeteli a pornósztárral való forgatást, mire válaszul a túszejtő egy levágott emberi ujjat küld egy hírcsatornának, a szenvedő Susannah hercegnőről szóló videó kíséretében. Ezzel villámgyorsan megváltozik a közhangulat, és az emberek egyre inkább azt kezdik el követelni a miniszterelnöktől, hogy közösüljön a disznóval, a felesége, Jane döbbenetére.
Közben egy fegyveres csapat ront arra az épületre, ahonnét a zsaroló az első videóját feltöltötte, de kiderül, hogy az egész csak egy elterelés. Egy újságíró, Malaika, megtudja a kormányzat egyik tagjától, akivel intim viszonya volt, hogy hol történik a rajtaütés, és odamegy. Lefilmezi a helyszínt, de lábon lövik, és ezért menekülnie kell.
A belügyminiszter közli Callow-val, hogy ha nem teszi meg, amit a zsaroló kér, azzal árt a nyilvános imidzsének és a családja biztonságának, így végül beleegyezik a dologba. Noha mindent megtesznek, hogy elrettentsék a nézőket: a sugárzás előtt fülsértő hangot játszanak be és illegálissá nyilvánítják a felvétel birtoklását, Callow mégis 1,3 milliárd ember szeme láttára közösül a disznóval.
Ezalatt értesítik a belügyminisztert, hogy az emberrabló a sugárzás megkezdése előtt fél órával szabadon engedte a hercegnőt, akit a Millennium Bridge környékén találnak meg, de mégsem értesítik Callow-t. A levágott ujj valójában a túszejtőé volt - a Turner-díjas Carlton Bloom-é, aki az adás alatt felakasztotta magát. Habár bárki észrevehette volna a hercegnőt és szólhatott volna, erre azért nem került sor, mert az egész világ a közvetítést figyelte. Miközben Callow összehányja a vécét és figyelmen kívül hagyja a felesége telefonhívásait, megtudja, hogy a hercegnő biztonságban van. Egy évvel később a hercegnő terhes, Callow népszerűsége pedig az egekben van - felesége azonban nem hajlandó szóba állni vele.

## Szereplők
| Szerep                        | Színész            | Magyar hang (HBO) | Magyar hang (Netflix) |
| ----------------------------- | ------------------ | ----------------- | --------------------- |
| Michael Callow miniszterelnök | Rory Kinnear       | Epres Attila      | Csankó Zoltán         |
| Alex Cairns belügyminiszter   | Lindsay Duncan     | Tímár Éva         | Timkó Eszter          |
| Julian Hereford               | Donald Sumpter     | Kertész Péter     | Barbinek Péter        |
| Tom Bilce                     | Tom Goodman-Hill   | Lux Ádám          | Megyeri János         |
| Jane Callow                   | Anna Wilson-Jones  | Söptei Andrea     | Kelemen Kata          |
| Walker részlegvezető          | Patrick Kennedy    | Czvetkó Sándor    | Vári Attila           |
| Martin                        | Alastair Mackenzie | Rajkai Zoltán     | Markovics Tamás       |
| Malaika                       | Chetna Pandya      | Zakariás Éva      | Náray Erika           |
| Callett különleges ügynök     | Alex Macqueen      | Kassai Károly     | Kárpáti Levente       |
| Észbontó Rúd pornósztár       | Jay Simpson        | Széles László     | Pál Tamás             |
| Susannah hercegnő             | Lydia Wilson       |                   | Andrádi Zsanett       |

## Az epizód készítése
Charlie Brooker és Annabelle Jones producerek, korábbi közös munkáikat követően, 2010-ben kezdtek el dolgozni a "Fekete tükör" sorozaton. Kezdetben három, egyenként egyórás epizóddal keresték meg a Channel 4-t, "A nemzeti himnusz" volt a harmadik forgatókönyv, amit megírtak, az első volt a "Tizenötmillió jutalom", a második pedig nem került felhasználásra.
Az eredeti terv az volt, hogy egy hírességnek kell közösülnie. Brooker már 2002 körül kitalálta a cselekményt főbb vonalait, ezt ötvözte a 24 című sorozat egyfajta paródiájával, ügyelve arra, hogy a képtelen cselekmény ellenére a hangvétel mindvégig maradjon komoly.
Hogy milyen állattal közösüljön a miniszterelnök, egy ideig az is változó volt: gondolkoztak kacsán, de az túl kicsi és abszurd lett volna, lóval és szamárral nehéz lett volna a forgatás, és Brooker a csirkét is leszavazta. Azért döntöttek végül a disznó mellett, mert egyszerre vicces és elborzasztó. A Callow és a pornósztár közti párbeszédet utóbb kivágták, mert az is túl humorossá tette volna a cselekményt, valamint azt a jelenetet is, amikor a sérült Malaikát egyedül hagyják a kórházban az ápolók, mert ők is rohannak tévét nézni.
A főbb szerepeket játszó színészeket is úgy válogatták, hogy azok ne komikus színészek legyenek. Callow pártját nem említik meg az epizód során, kék nyakkendője utal csak arra, hogy valószínűleg a Konzervatív Párt miniszterelnöke lehet.
Az epizód egy fekete komédia és politikai szatíra stílusában előadott dráma. Bár magát a részt mérsékelten pozitív kritika fogadta, mondanivalója, különösen az információk modern kori terjedése, valamint a politikusok népszerűségének alakulása kapcsán, többek által is elemzésre került.

## Forráshivatkozások
1. ↑  Benedictus, Leo. „Charlie Brooker on Cameron and #piggate: ‘I’d have been screaming it into traffic if I’d known’”, The Guardian, 2015. szeptember 21. (Hozzáférés: 2023. június 12.) (brit angol nyelvű)
2. ↑  Fekete tükör - I/1. rész: Himnusz - ISzDb. iszdb.hu. (Hozzáférés: 2023. június 12.)
3. ↑  „Puzsér, Schiffer és Vona a Black Mirror első évadának első epizódjáról beszélget | 2019.03.21.” (hu-HU nyelven).

## Fordítás
Ez a szócikk részben vagy egészben  a   The National Anthem (Black Mirror) című angol Wikipédia-szócikk ezen változatának fordításán alapul.  Az eredeti cikk szerkesztőit annak laptörténete sorolja fel. Ez a jelzés csupán a megfogalmazás eredetét és a szerzői jogokat jelzi, nem szolgál a cikkben szereplő információk forrásmegjelöléseként.